# 考恩 (加利福尼亞州)
考恩（英語：Cowan）是位於美國加利福尼亞州斯坦尼斯洛斯縣的一個人口普查指定地區。

## 地理
考恩的座標為37°33′36″N 120°59′21″W / 37.56000°N 120.98917°W，而該地最高點為海拔高度23米（即75英尺）。

## 人口
根據2010年美國人口普查的數據，考恩的面積為0.405平方千米，均為陸地。當地共有人口318人，而人口密度為每平方千米785人。